# 都市再開発法
都市再開発法（としさいかいはつほう、昭和44年6月3日法律第38号）は、市街地の計画的な再開発に関し必要な事項を定めることにより、都市における土地の合理的かつ健全な高度利用と都市機能の更新とを図り、もって公共の福祉に寄与することに関する法律である。

## 構成
- 第一章　総則（第1条―第2条の3）
- 第一章の二　第一種市街地再開発事業及び第二種市街地再開発事業に関する都市計画（第3条―第6条）
- 第一章の三　市街地再開発促進区域（第7条―第7条の8）
- 第二章　施行者
  - 第一節　個人施行者（第7条の9―第7条の20）
  - 第一節の二　市街地再開発組合
    - 第一款　通則（第8条―第10条）
    - 第二款　設立（第11条―第19条）
    - 第三款　管理（第20条―第44条）
    - 第四款　解散（第45条―第50条）

  - 第一節の三　再開発会社（第50条の2―第50条の15）
  - 第二節　地方公共団体（第51条―第57条）
  - 第三節　独立行政法人都市再生機構等（第58条―第59条）
- 第三章　第一種市街地再開発事業
  - 第一節　測量、調査等（第60条―第69条）
  - 第二節　権利変換手続
    - 第一款　手続の開始（第70条・第71条）
    - 第二款　権利変換計画（第72条―第85条）
    - 第三款　権利の変換（第86条―第94条）
    - 第四款　土地の明渡し（第95条―第99条）
    - 第四款の二　施設建築物の建築等の特例（第99条の2―第99条の10）
    - 第五款　工事完了等に伴う措置（第100条―第109条）
    - 第五款の二　施設建築敷地内の道路に関する特例（第109条の2）
    - 第六款　権利変換手続の特則（第110条・第111条）

  - 第三節　個人施行者等の事業の代行（第112条―第118条）
- 第四章　第二種市街地再開発事業
  - 第一節　管理処分手続
    - 第一款　管理処分計画（第118条の2―第118条の10）
    - 第二款　建築施設の部分による対償の給付等（第118条の11―第118条の16）
    - 第三款　権利関係の確定等（第118条の17―第118条の24の2）
    - 第三款の二　施設建築敷地内の道路に関する特例（第118条の25）
    - 第四款　管理処分手続の特則（第118条の25の2）

  - 第二節　雑則（第118条の26―第118条の30）
- 第四章の二　土地区画整理事業との一体的施行に関する特則（第118条の31・第118条の32）
- 第五章　費用の負担等（第119条―第123条）
- 第六章　監督等（第124条―第129条）
- 第七章　再開発事業の計画の認定（第129条の2―第129条の9）
- 第八章　雑則（第130条―第139条の3）
- 第九章　罰則（第140条―第149条）
- 附則